# Ігор Зейгер
Ігор Зейгер FRSA, (народився 16 квітня 1977) — ізраїльський італійський художник і куратор, що народився в Узбекистані.

## Біографія
Зейгер народився в 1977 році в Ташкенті, Узбекистан, в родині Марка Зейгера, інженера, та Лариси Явець, шкільної вчительки. Закінчив Ташкентський університет інформаційних технологій зі ступенем магістра зв'язку. Зейгер іммігрував до Ізраїлю в 2000 році, жив спочатку в кібуці Рамат Хашофет, потім в Реховоті, а в 2011 році переїхав до Тель-Авіва. Ігор Зейгер поперемінно проводить час і працює в Італії та Яффо.

### Кар'єра
Зайгер почав із документальної фотографії як самоучка. Навчався в Школі фотографії Studio Gavra в класі Сагіти Злуф Намір, який закінчив у 2012 році. Його наставниками були Девід Адіка, Гастон Цві Ікковіц і Ніссан  Перес. У квітні 2015 року фотографія Зайгера була опублікована на обкладинці журналу «Israeli Lens», попередника міжнародного «Lens Magazine». У 2016 році фото Ігоря було обрано як постер до документального фільму Пако Ансельмі «Карам: Справа карми», показаного на TLVFest.  Зайгер є членом Королівського товариства мистецтв. Він також є членом Ізраїльської асоціації візуальних художників і Королівського фотографічного товариства. У 2018 році Зайгер заснував мистецький кооператив Beam Collective разом із двома колегами-художницями Марією Розенблат і Ерікою Тал-Шір
Роботи Зайгера публікувалися в кількох журналах і газетах по всьому світу, зокрема Га-Арец, Калькалист, Sky Arte Italia, Devour Madrid, Israeli Lens, Lens Magazine, Noviny Kraje та The North American Post, Lidové noviny, Queer.de.

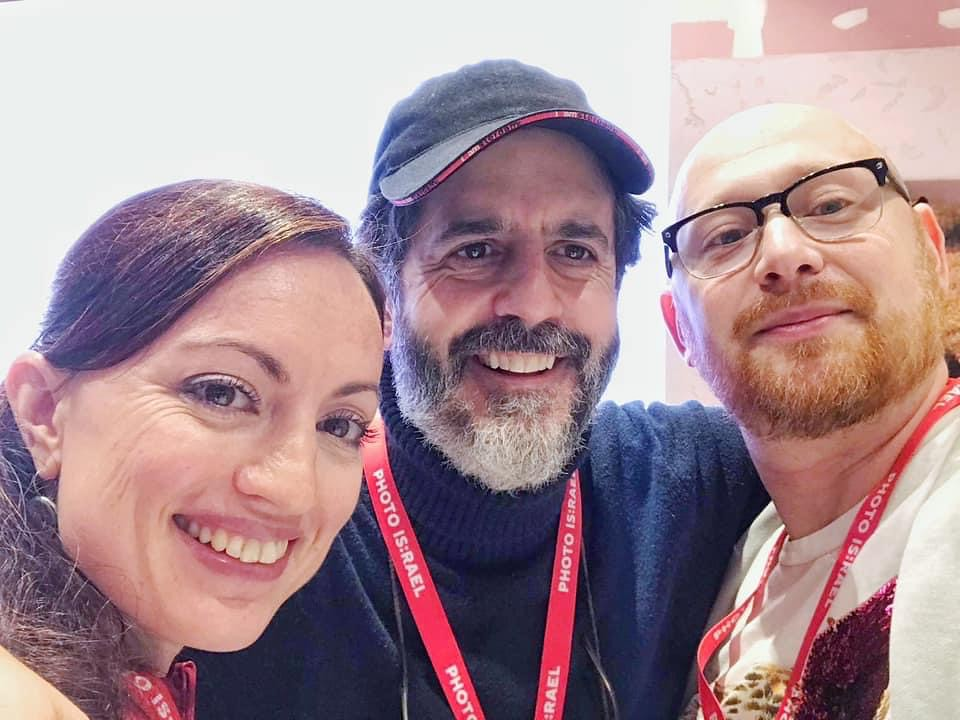
Марія Розенблат (ліворуч), Алек Сот (у центрі) і Зейгер під час відкриття Міжнародного фестивалю фотографії 2019 в Ізраїлі

### Художній стиль
Роботи фотографа Зейгера часто описують як прекрасні та водночас тривожні. Він відомий своєю здатністю улавлювати сирову красу людської форми, а також досліджувати темні аспекти людської природи. Робота Зейгера є складною та спонукає до роздумів, і вона сприяла переосмисленню меж сучасної фотографії. Його фотографічні методи виходять за межі простого фіксування фізичних атрибутів його об'єктів. Його композиції часто підкреслюють емоції, вразливість і розповіді, властиві людському досвіду. В результаті глядачі отримують не лише візуальне уявлення, а ширший контекст людського стану.

## Виставки

### Соло
- 2015 «Такий же, як ти». Муніципальна галерея "Мазе 9". Тель-Авів.[6]
- 2017 «Фотографія прояснює місце». Куратори: Девід Адіка та Гастон Цві Ікковіц. Фото: Ізраїль 2017, Тель-Авів.[7]
- 2021 «Місяць фотографії в Денвері», бієнале. Центр фотографічного мистецтва Колорадо, Денвер, Колорадо, США
- 2021 «Сучасне Відродження». Фото: Ізраїль 2021. Куратор: Івар ван Емден. Тель-Авів.[8]
- 2023 "Ангели Гарлема". Галерея Irrational Light. Катанія, Італія

### Група

#### 2014
- «Зображення миру». Коло 1 Галерея. Берлін. Німеччина.[9]
- «Зображення миру». Центр арабської єврейської культури Бейт-ХаГефен. Хайфа, Ізраїль.[10]

#### 2015
- «Інший». Куратор Шенхав Леві. Галерея Ган Меїр. Тель-Авівський муніципальний громадський центр ЛГБТ. Тель-Авів.[11]
- «Краса, де ви її знайдете». Куратори Конні та Джеррі Розенталі. Галерея "Лайтбокс". Асторія, Орегон. США.[12]

#### 2016
- «Потрібна поштова оплата». Вермонтський центр фотографії. Бретлборо. VT. США[13]
- «Таємне мистецтво». «Будинок Мені» - музей банку Леумі. Тель-Авів.[14]
- «Книги, панове...книги». Куратор Ханіта Елізур. Галерея «Зелений будинок», Тель-Авівський університет, Тель-Авів.
- «Інтервали». Художня галерея Міншар. Тель-Авів[15]
- «Кухонний комбайн – їжа як інструмент передачі повідомлення». Куратор: Даліт Мерхав, Галерея «Сарона Арт». Тель-Авів.[16]
- «Відтінки сірого: перспектива старості». Куратор Ханіта Елізур. Нова галерея. Інститут мистецтв Бат Ям. Бат Ям. Ізраїль
- «Уява 2016». Виставка сучасного ізраїльського мистецтва, Центр мистецтв Гапоалім, Тель-Авів.
- «Сліди справжнього». Куратор Дорон Фурман. Галерея «Центральна». Тель-Авів[17]

#### 2017
- «Аб'єктне мистецтво». Куратор Дорон Фурман. Центральна галерея. Тель-Авів[18]
- Проект «Таємна листівка». Мистецький ярмарок Fresh Paint 7. Тель-Авів
- «Книги, панове...книги». Куратор Ханіта Елізур. Бібліотека та галерея факультету соціальних наук Тель-Авівського університету, Тель-Авів.

#### 2018
- «Queer Performance: From Gilbert & George to the Present Day». У рамках кластеру виставок «Небезпечне мистецтво» куратор Світлана Рейнгольд. Хайфський художній музей[19]
- «Всесвітній ярмарок», Кантонський художній музей, Кантон, Огайо, США
- Проект «Таємна листівка». Мистецький ярмарок Fresh Paint 8. Тель-Авів[20]
- «З дев'ятої до п'ятої». Куратор Ханіта Елізур. Галерея Дім художника. Рішон-ле-Ціон, Ізраїль
- «Ні, все одно не бачу різниці». Куратор Ольга Єрушалми-Сорокін. Галерея Абрахамса. Тель-Авів.[21][22]

#### 2019
- «Варвари: цензурний архів». Мистецький дослідницький центр Мамута в Будинку Гансена. Єрусалим[23][24]
- «З дев'ятої до п'ятої». Куратор Ханіта Елізур. Бібліотека та галерея факультету соціальних наук Тель-Авівського університету, Тель-Авів.[25]
- «Фасад». Куратор Дорон Фурман. Центральна галерея. Тель-Авів[26]
- «Імітація». Куратор Дорон Фурман. Центральна галерея. Тель-Авів
- «Сексуальне літо в маленькому Тель-Авів". Куратор: Йоханан Черсон. Галерея Бен Амі. Тель-Авів[27]
- «Між Еросом і наготою». Куратори Ольга Єрушалми-Сорокін та Ксенія Назарова. Галерея Абрахамса. Тель-Авів.
- «Стандартне відхилення». Куратор: Сагіт Злуф Намір. Фото: Ізраїль 2019, Тель-Авів.[28]

#### 2020
- «Мистецтво на карантині». Куратор Діого Маркес. Проект «Wr3ad1ng d1g1t5». Лісабон. Португалія[29]
- «Мистецтво в ізоляції». Художній музей Північної Дакоти. Гранд-Форкс, Північна Дакота. США
- «Револьвер». Куратор Луїза Марколіно. Галерея образотворчого мистецтва. Федеральний університет Мінас-Жерайс. Белу-Орізонті. Бразилія
- «ПО-МО ІІ». Куратор: Хікмет Шахін. Художня галерея. Факультет образотворчого мистецтва. Сельчукський університет. Конья. Туреччина.
- «Реконструювати». Куратори Ларс Дейке та Річард Шеммерер. Галерея "Прайд Арт Ательє". Берлін. Німеччина.[30]
- «Мистецтво через об’єктив». Yeiser Art Center. Падука, штат Кентуккі, США
- eSSeRCi SeNZa eSSeRCi 2020 (XIII видання). Центр сучасного мистецтва та фотографії «Dada Boom». Віареджо, Лукка, Італія

#### 2021
- «Двадцять пандемій та інших демонів», Музей мистецтв Агуаділья і дель Карібе, Пуерто-Ріко
- «Either Way», куратори Ольга Єрушалмі та Ксенія Назарова. Центральна галерея сучасного мистецтва. Тель-Авів, Ізраїль
- «Шлях Хайфи: 70-річчя Музею мистецтв Хайфи». Хайфський художній музей, Ізраїль.[31]
- «Камінь, папір, ножиці та інші недитячі ігри». Куратори Ольга Єрушалми-Сорокін та Ксенія Назарова. Галерея Абрахамса. Тель-Авів[32]
- «Довідка». Культурна ініціатива. Центр Аміад. Яффо. Куратор: Ітай Блейш.[33][34]
- «Природа: Смерть?». Колективна галерея «Промінь». Яффо. Куратор: Еріка Тал-Шір.[35]

#### 2022
- «Cloister», куратор доктора Крістіана Зайпеля, музей Klostergalerie, Цеденік, Німеччина
- «Моїми очима», Куратор Яна Горелік. Галерея Абрахамса. Тель-Авів
- «Anything goes…», «Flood Gallery», Black Mountain, Північна Кароліна, США.
- «Nudus», The Gallerium, Торонто, Канада.
- «Автопортрет», Uppsala Konstnärsklubb, Упсала, Швеція.
- «Дві правди і одна брехня», куратори Ксенія Назарова та Ольга Єрушалми. Галерея Абрахамса. Тель-Авів
- «Гордість тіла», куратор Ерез Біалер. Художня галерея Пан.[36]
- «Заклик до дії», куратори Еял Ландесман і Яара Раз Хаклай. Фото: Ізраїль 2022, Тель-Авів.[37]
- «Уява 2022». Виставка сучасного ізраїльського мистецтва, Центр мистецтв Bank Hapoalim, Тель-Авів.[38]

#### 2023
- «Заклик до дії», куратори Еял Ландесман і Яара Раз Хаклай. Фото: Ізраїль 2022, Ейлат, Ізраїль.[37]
- «Світ Коперника», куратор Златко Крстевскі, Центр візуальних мистецтв VIZANT, Прілеп, Північна Македонія
- «Ефемерне в мистецтві», куратор Танасіс Раптіс, Центр фотографії Салонік, Салоніки, Греція
- «Архів мрій», куратор Ванесса Тоузлокоф, галерея Аметрон, Ханья, Греція
- «Що змінилося у світі і що змінилося у вас», Куратор Серджіо Герріні для «Artheka 32», Associazione Culturale di Arti Visive, Лідо ді Остія, Італія
- "I Convocatoria", MIDECIANT, Центр інновацій у мистецтві та нових технологіях, Міжнародний музей електрографії, Університет Кастилії-Ла-Манчі, Куенка, Іспанія
- «Королева чи король», куратор Роберто Скала, «Garage Gallery Scala», Мілан, Італія
- «Нові особливості квір-фотографії», куратор Аарон Д. Холловей, «Pride Art Gallery», Берлін, Німеччина[39]
- «Мумі-троль +Комета: життя в епоху комет», куратори Ксенія Назарова та Ольга Єрушалмі, «Abrahams Galery», Тель-Авів
- «Letters from the 100th Year», «Department of Fine Arts Education Gallery», Університет Газі, Анкара, Туреччина
- «Parallax Art Fair», Лондон, Велика Британія

#### 2024
- «Гвоздики за свободу». 50-та річниця кінця диктатури в Португалії. Галерея Мігеля Бензо. Кордова, Іспанія
- «Уява 2024». Виставка сучасного ізраїльського мистецтва, Центр мистецтв Bank Hapoalim, Тель-Авів.

## Кураторство
- 2015 рік. «Такий же, як ти». Муніципальна галерея "Мазе 9". Тель-Авів.[40]
- 2016 рік. "Обличчя. Ізраїльський портрет у класичному та сучасному вигляді". Галерея Mansion House, Тель-Авів.
- 2017 рік. «Нонмісце: танець і рух». Центральна галерея сучасного мистецтва, Тель-Авів[41]
- 2020 рік. «Ерос і Танатос». Галерея "Промінь Колектив". Яффо.[33]
- 2020 рік. «Куратор соціальних мереж». Галерея "Промінь Колектив". Яффо.[33]
- 2021 рік. "Те саме, що ти. Візьми два". Галерея "Промінь Колектив". Яффо.[33]
- 2022 рік. «Ансель Адамс, фотографії японсько-американського інтернування в Манзанарі». Галерея «Irrational Light», Катанія.
- 2024 рік. «Стійкий погляд: Одіссея Доротеї Ланге». Галерея «Irrational Light», Катанія.

## Колекції
Роботи Ігоря Зейгера знаходяться в постійних колекціях Хайфського музею мистецтва, Музею мистецтв Узбекистану, Музею мистецтв Нукуса, Музею сучасного мистецтва Узбекистану в Ургенчі, Єрусалимської муніципальної бібліотеки, Yeiser Art Center, Klostergalerie Museum, Zehdenick ; Карибський художній музей, Пуерто-Ріко та Урядова колекція мистецтва Великобританії.

## Дивись також
- Італійське мистецтво